# Александар Тришовић
Александар Тришовић (рођен 25. новембра 1983) је српски фудбалер. Рођен је у Краљеву.
Фудбалску каријеру Тришовић је почео у Слоги из Краљева. У омладинским секцијама наступао је и за Шабачку Мачву, а са 16 година је прешао у ОФК Београд. Током петогодишњег боравка на Карабурми истакао се на левој страни као изузетно брз везни фудбалер, са добрим центаршутем, а у том периоду дебитовао је и за младу репрезентацију Србије и Црне Горе, на пријатељској утакмици са Украјином, у Смедереву (2:1), 2005. године.
ОФК Београд је напустио 2004. године, када је прешао у украјински Волин из Луцка. Годину и по дана, 28 утакмица и 7 голова касније, постао је члан још једног украјинског клуба, Кривбаса. Следећу сезону обележила је борба за опстанак клуба из Кривог Рога у украјинској првој лиги, што Тришовића није спречило да дебитује на међународној сцени за државни „А“ тим.
Августа 2006. године је добио позив селектора Хавијера Клементеа, који је окупљао екипу за први меч репрезентације Србије. У победи над Чешком (3:1), Тришовић је имао деби из снова постигавши трећи гол за национални тим, а само две недеље касније прешао је у Црвену звезду, потписавши трогодишњи уговор.
У првој сезони, код тренера Душана Бајевића, одиграо је 21 меч у Меридијан Суперлиги, али је после његовог одласка пао у други план.